# Національний парк Семулікі

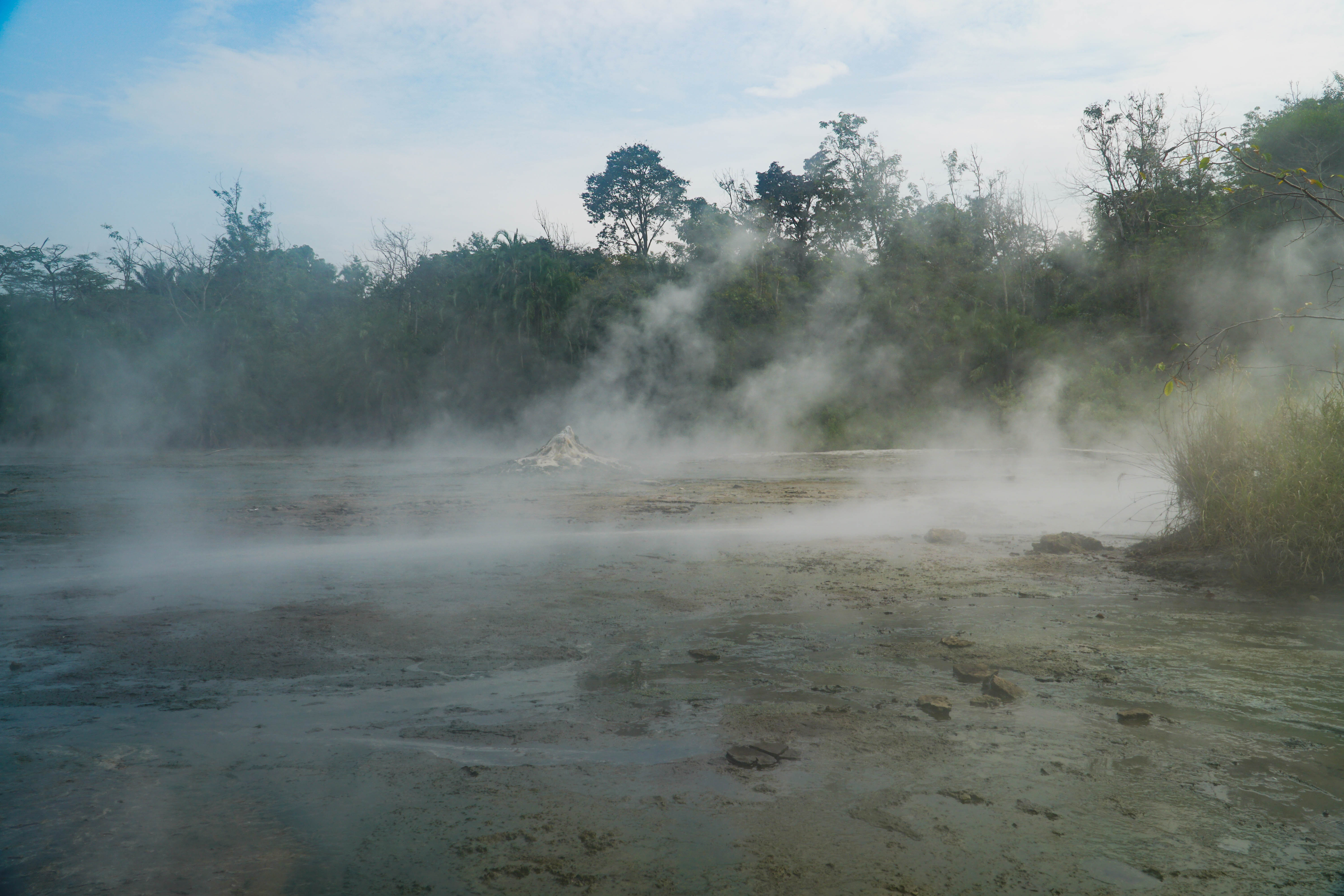
Гарячі джерела Семпая

Національний парк Семулікі — національний парк в окрузі Бвамба, віддаленій частині округу Бундібугіо в західному регіоні Уганди, заснований у жовтні 1993 року. Він включає 219 км²   єдиного рівнинного тропічного лісу Східної Африки. Це одна з найбіорізноманітніших територій в Африці, особливо різноманітні види птахів і метеликів. Парком керує Угандійське управління охорони дикої природи.
Національний парк Семулікі розташований на кордоні Уганди з Демократичною Республікою Конго. Гори Рвензорі знаходяться на південний схід від парку, а озеро Альберт — на північ від парку. Парк розташований в межах Альбертинського рифту, західного рукава Східно-Африканського рифту. Парк розташований на переважно рівному рельєфі на висоті від 670 до 760 метрів над рівнем моря.

## Флора і фауна

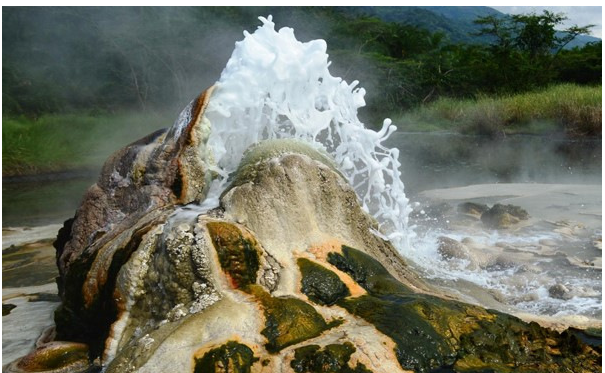
Гаряче джерело Семпая

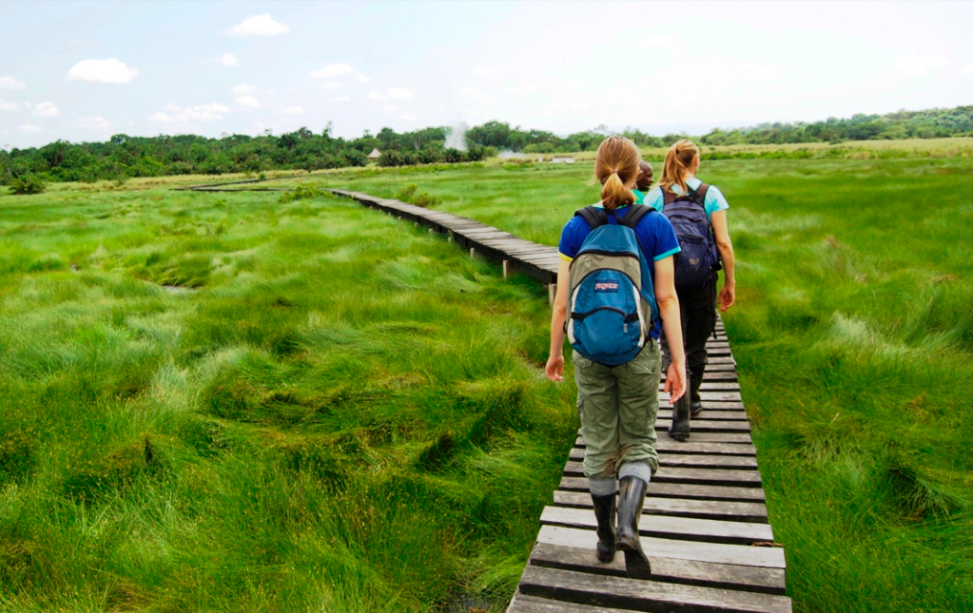
Шлях до гарячого джерела Семпая

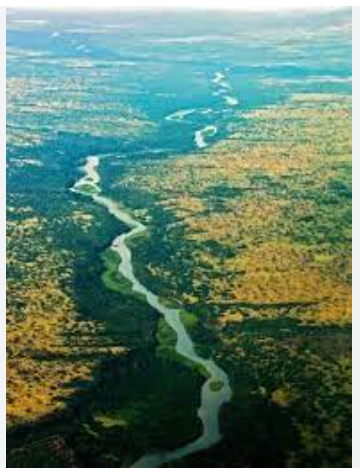
Вид на річку Семулікі

Територія Національного парку Семулікі є окремою екосистемою в межах більшої екосистеми Альбертинського рифту. Парк розташований на стику кількох кліматичних та екологічних зон, і як наслідок має високу різноманітність видів рослин і тварин, і багато мікробіотопів. Більшість видів рослин і тварин у парку також зустрічаються в лісах басейну Конго, причому багато з цих видів досягають східної межі свого ареалу в Національному парку Семулікі. Рослинність парку представлена переважно середньовисотними вологими вічнозеленими або напівлистяними лісами. Домінуючим видом рослин у лісі є угандійський залізняк ( Cynometra alexandri ). Зустрічаються також деревні породи вічнозеленого характеру та болотні лісові угруповання.
У парку налічується 441 вид птахів, у тому числі рідкісний лірохвостий медонос. 216 із цих видів (66 відсотків від загальної кількості видів птахів у країні) є справжніми лісовими птахами, включно з рідкісним квічалем лісовим ( Geokichla oberlaenderi ), торо заїрським ( Phyllastrephus lorenzi ) та дев’ятьма видами птахів-носорогів. Парк є місцем існування для 63 видів ссавців, у тому числі африканського буйвола, леопарда, бегемота, водяного оленька, галаго, африканської цивети, африканського слона  та карликової лускохвостої білки-летяги ( Idiurus zenkeri ). У парку зустрічаються дев’ять видів дуїкерів, у тому числі чорноспинний дуїкер ( Cephalophus dorsalis ). У парку вісім видів приматів і майже 460 видів метеликів.